# How Do I Live
How Do I Live è una canzone scritta da Diane Warren. È stata originariamente eseguita da LeAnn Rimes per il suo album You Light Up My Life: Inspirational Songs e successivamente registrata da Trisha Yearwood per il film Con Air. Entrambe le versioni sono state pubblicate il 27 maggio 1997.
Negli Stati Uniti, la versione di LeAnn Rimes ha raggiunto il secondo posto della Billboard Hot 100 per quattro settimane non consecutive tra il tardo 1997 e il primo 1998, dietro Candle in the Wind 1997 di Elton John e Truly Madly Deeply dei Savage Garden. Ha stabilito alcuni record della Billboard Hot 100, stazionando 32 settimane nella top 10 (primato assoluto) e registrando 69 settimane totali in classifica. È stato certificato tre volte disco di platino dalla RIAA per le vendite di oltre 3 milioni di copie negli Stati Uniti, diventando il singolo country più venduto di tutti i tempi, superato dodici anni dopo da Love Story di Taylor Swift, otto volte disco di platino.
Nel Regno Unito, nonostante si sia fermato al settimo posto della Official Singles Chart, la versione di LeAnn Rimes ha trascorso 34 settimane in classifica, concludendo come il sesto singolo più venduto del 1998.
How Do I Live è stata inoltre reinterpretata dal gruppo asiatico F.I.R. con la collaborazione di LeAnn Rimes per il loro terzo album Flight Tribe nel 2006.

## Genesi e contesto
La canzone venne originariamente composta per l'inserimento nella colonna sonora del film Con Air nel 1997.
La Walt Disney Pictures, società madre della Touchstone Pictures, inizialmente scelse la versione di LeAnn Rimes, tuttavia in seguito trovò che fosse eccessivamente pop; inoltre, avendo la Rimes solo 14 anni, la Disney pensò che la cantante fosse troppo giovane. Trisha Yearwood venne quindi scelta per registrare nuovamente il brano. La versione della Yearwood venne pubblicata parallelamente a quella della Rimes. Secondo quanto riportato dalla Yearwood, lei non aveva idea della registrazione della Rimes prima di venire avvicinata dalla Touchstone Pictures per registrare il brano.

## Riconoscimenti
Nel 1998, per la prima volta nella storia, la commissione dei Grammy Awards nominò due artiste per la stessa canzone nella stessa categoria. Subito dopo l'esibizione della canzone da parte di LeAnn Rimes, Trisha Yearwood vinse il Grammy Award alla miglior interpretazione country femminile. La Yearwood eseguì inoltre il brano alla Country Music Association, dove è stata premiata come artista femminile dell'anno. La Yearwood si aggiudicò lo stesso premio anche dalla Academy of Country Music.
La canzone è stata nominata per l'Oscar alla migliore canzone nel 1998, ma ha perso in favore di My Heart Will Go On di Céline Dion per il film Titanic. La Yearwood eseguì il brano durante la cerimonia di premiazione.

## Tracce

### Versione di LeAnn Rimes
1. How Do I Live – 4:25
2. How Do I Live [Original Extended Version] – 4:53

U.S. single re-release
1. How Do I Live [Film Mix] – 4:25
2. How Do I Live [Mr. Mig Dance Radio Edit] – 3:54

US/UK maxi-single/US/UK digital download/vinyl
1. How Do I Live [Mr. Mig Dance Radio Edit] – 3:54
2. How Do I Live [Mr. Mig Club Radio Edit] – 4:15
3. How Do I Live [RH Factor Radio Edit] – 3:45
4. How Do I Live [Mr. Mig Club Mix] – 7:38
5. How Do I Live [Original Extended Version] – 4:53

U.S. promo Maxi-single
1. How Do I Live [Mr. Mig Dance Radio Edit] – 3:54
2. How Do I Live [Mr. Mig Club Radio Edit] – 4:15
3. How Do I Live [RH Factor Radio Edit] – 3:45
4. How Do I Live [RH Factor Club Vocal] – 9:11
5. How Do I Live [Mr. Mig Club Mix] – 7:38

UK single
1. How Do I Live – 4:25
2. How Do I Live [RH Factor Radio Edit] – 3:45

UK maxi-CD
1. How Do I Live – 4:25
2. You Light Up My Life – 3:34
3. How Do I Live [Mr. Mig Remix Club Radio Edit] – 4:15
4. How Do I Live [RH Factor Radio Edit] – 3:45

UK maxi CD #2/Australian CD single
1. Commitment – 4:36
2. How Do I Live [Mr. Mig Dance Radio Edit] – 3:54
3. How Do I Live [Mr. Mig Club Radio Edit] – 4:15
4. How Do I Live [RH Factor Radio Edit] – 3:45
5. How Do I Live [Mr. Mig Club Mix] – 7:38
6. How Do I Live [Original Extended Version] – 4:53

Germany maxi-CD
1. How Do I Live [Radio Edit] – 3:45
2. How Do I Live [Original Extended Version] – 4:25
3. How Do I Live [Mr. Mig Dance Radio Edit] – 3:54
4. How Do I Live [Mr. Mig Club Radio Edit] – 4:15

### Versione di Trisha Yearwood
US/Japan CD-Single/US cassette tape
1. How Do I Live – 4:28
2. How Do I Live [Video Version] – 4:07

European CD single
1. How Do I Live [Video Version] – 4:07
2. How Do I Live – 4:28
3. She's in Love with the Boy – 4:05

### Altre versioni
1. How Do I Live (Cahill Remix) – 6:30
2. How Do I Live (Cahill Radio Edit) – 3:34

## Classifiche
Sia la versione della Rimes che quella della Yearwood hanno fatto il loro debutto nella Billboard Hot 100 durante la settima del 14 giugno 1997. La versione di LeAnn Rimes ha raggiunto il secondo posto e registrato una permanenza record di 69 settimane in classifica, più di qualsiasi altro brano nella storia fino all'uscita di I'm Yours di Jason Mraz (76 settimane nel 2009). La versione di Trisha Yearwood si è invece fermata al 23º posto, dopo che la MCA Records si rifiutò di stampare ulteriori copie per paura di rallentare le vendite dell'album. La limitata tiratura di 300 000 copie andò rapidamente esaurita, facendo sparire il singolo dalla Billboard Hot 100 dopo 12 settimane. La versione della Yearwood ha tuttavia raggiunto rapidamente il secondo posto della Hot Country Songs. Ha inoltre ottenuto un maggiore successo in Australia dove si è posizionata al terzo posto delle ARIA Charts.
Secondo dati aggiornati al 2016, la versione di LeAnn Rimes risulta il quarto singolo dal maggior successo di sempre nella Billboard Hot 100, oltre che il primo per quanto riguarda un'artista femminile.

### Versione di LeAnn Rimes
| Classifica (1997/98)             | Posizione massima |
| -------------------------------- | ----------------- |
| Australia                        | 17                |
| Austria                          | 24                |
| Belgio (Fiandre)                 | 54                |
| Canada                           | 19                |
| Canada (adult contemporary)      | 13                |
| Canada (country)                 | 60                |
| Germania                         | 22                |
| Irlanda                          | 14                |
| Norvegia                         | 4                 |
| Paesi Bassi                      | 5                 |
| Regno Unito                      | 7                 |
| Stati Uniti                      | 2                 |
| Stati Uniti (adult contemporary) | 1                 |
| Stati Uniti (adult top 40)       | 10                |
| Stati Uniti (country)            | 43                |
| Stati Uniti (pop)                | 4                 |
| Stati Uniti (radio)              | 3                 |
| Svizzera                         | 24                |

### Versione di Trisha Yearwood
| Classifica (1997)           | Posizione massima |
| --------------------------- | ----------------- |
| Australia                   | 3                 |
| Canada (adult contemporary) | 28                |
| Canada (country)            | 1                 |
| Irlanda                     | 2                 |
| Regno Unito                 | 66                |
| Stati Uniti                 | 23                |
| Stati Uniti (country)       | 2                 |